# Guzy (województwo warmińsko-mazurskie)
Guzy (dawniej niem. Guhsen) – wieś w Polsce położona w województwie warmińsko-mazurskim, w powiecie oleckim, w gminie Kowale Oleckie. W latach 1975–1998 miejscowość administracyjnie należała do województwa suwalskiego.
W okolicy wsi Guzy znajduje się ciekawy rezerwat przyrodniczy "Cisowy Jar". Jar ten wcięty w rozległe wzgórze na terenie leśnictwa Cisowo, leży w odległości 1,5 kilometra od wsi. Na jego wschodniej krawędzi znajduje się zabytkowe grodzisko, będące pozostałością osadnictwa wczesnośredniowiecznego - tzw. "Stare Szańce". Ma ono postać cypla o wysokich i spadzistych stokach, oddzielonych u nasady łukowatym wałem ziemnym i zajmuje przestrzeń 2400 m². Rezerwat utworzono w celu zachowania fragmentu lasu liściastego z najbogatszym w północno-wschodniej Polsce stanowiskiem cisa pospolitego (ponad 1 tys. egz.). "Cisowy Jar" położony jest na stromych zboczach przepaścistego wąwozu, porośniętego świerkiem, osiką, dębem i innymi gatunkami drzew. Z roślin chronionych poza cisem występuje na terenie rezerwatu wawrzynek wilcze łyko i podkolan biały.

## Historia
Wieś założona w 1563 r. przez starostę węgorzewskiego Wawrzyńca Rocha, z nadania księcia Albrechta. Wawrzyniec Roch otrzymał 50 włók boru w starostwie straduńskim na prawie lennym, z sądownictwem wyższym i niższym, zobowiązując go do jednej służby zbrojnej w towarzystwie giermka. We wsi miał powstać młyn i karczma. W XVIII w. lokowana na prawie chełmińskim, zamieszkana przez wolnych chłopów. W 1760 r. powstała we wsi szkoła jednoklasowa. W 1935 roku zatrudniała ona jednego nauczyciela i miała 17 uczniów w klasach od I do IV a 15 uczniów w klasach od V do VIII. 
Duży majątek, liczący niegdyś około 2000 morgów, ulegał stopniowo rozdrobnieniu. Dokumenty z 1937 roku wymieniają jeszcze "Szlachecki Majątek Guzy". Wieś w 1939 roku liczyła 262 mieszkańców, wtedy nosiła nazwę Guhsen. Wcześniejsza nazwa to Guss oraz Gusen. 